# Ivana Mrázová
Ivana Mrázová (Vimperk, 1º luglio 1992) è una modella e personaggio televisivo ceca naturalizzata italiana.

## Biografia
È nata il 1º luglio 1992 a Vimperk, nella regione della Boemia Meridionale, nella Repubblica Ceca. Suo padre, scomparso nel 2021, era un ingegnere, mentre sua madre un'ex attrice teatrale.
All'età di quindici anni ha lasciato la sua città natale per iniziare la carriera di modella a Milano con l'agenzia 2morrow Model. Dopo aver sfilato per l'haute couture italiana ed europea, nel 2012 ha fatto il suo esordio in TV come valletta di Gianni Morandi al Festival di Sanremo. Nel mese di febbraio, durante la settimana della moda di Milano, ha chiuso la sfilata per Rocco Barocco ed è stata scelta come testimonial di diversi marchi come Cotton Club e Katia G.
Nell'autunno 2017 ha partecipato come concorrente alla seconda edizione del reality show Grande Fratello VIP, condotto da Ilary Blasi su Canale 5, classificandosi terza, dietro all'ex tronista Luca Onestini e al vincitore Daniele Bossari. Nel 2018 ha affiancato Nicola Savino, Katia Follesa e Cristiano Malgioglio nel nuovo programma di Italia 1 90 Special. Nello stesso anno Tata Italia, per la P/E 2018, la sceglie come sua nuova testimonial.
Nel 2020 è stata opinionista e inviata del programma Casa Chi, in onda sulla piattaforma 361tv con la conduzione di Raffaello Tonon.

## Campagne pubblicitarie
- Boccadamo Jewels (2011)
- Cotton Club summer (2012)
- DonnaOro (2013)
- Impero Couture (2017-2018)
- Katia G (2012)
- Lormar (2011)
- Lovable
- Mangano P/E (2013)
- Mariella Rosati P/E (2018)
- More by Siste's P/E (2012)
- Parah summer (2014, 2017)[11]
- Pietro Brunelli Milano A/I (2017)
- Tata Italia (2018)

## Programmi televisivi
- 62º Festival di Sanremo (Rai 1, 2012) - valletta
- Grande Fratello VIP 2 (Canale 5, 2017) - concorrente
- 90 Special (Italia 1, 2018) - co-conduttrice
- Giù in 60 secondi - Adrenalina ad alta quota (Italia 1, 2018) - concorrente
- Avanti un altro! Pure di sera (Canale 5, 2022) - concorrente
- Grande Fratello VIP 7 (Canale 5, 2023) - guest star
- GialappaShow (TV8, 2023) - co-conduttrice
- Pechino Express (Sky Uno, 2025) – concorrente

## Web TV
- Casa Chi (361tv, 2020) - opinionista, inviata